# Hector Camerlynck
Hector Camerlynck (Stene, 11 januari 1913 - Oostende, 20 december 1989) was een Vlaams acteur.
Na zijn toneelopleiding aan het Oostendse Conservatorium en het Koninklijk Conservatorium Antwerpen begon Camerlynck in 1938 met spelen bij de Koninklijke Nederlandse Schouwburg van Antwerpen. Hij zou daar tot zijn pensionering in 1978 blijven. In 1958 ontving hij het laureaat van de Theatronprijs voor beste acteur. 
Naast zijn werk in het theater speelde Camerlynck ook in diverse televisieseries en -films. Hij speelde in toneelproducties op de Belgische Radio- en Televisieomroep (BRT) en in meerdere films van regisseur André Delvaux.
Hector Camerlynck was getrouwd met Rachel Hoornaert (1913-2005), sopraan bij de Koninklijke Vlaamse Opera.

## Filmografie
Een selectie van films waarin Camerlynck een rol had:
- De man die zijn haar kort liet knippen (1966)
- Un soir, un train (1968)
- Een vrouw tussen hond en wolf (1979)

- Bibliothèque nationale de France: cb16217308t (data)
- International Standard Name Identifier: 0000 0000 8898 4227
- Système universitaire de documentation: 16878260X
- Virtual International Authority File: 129511526